# Why? (Bronski Beat)
Why? è un singolo del gruppo musicale britannico Bronski Beat, pubblicato nel settembre 1984 come secondo estratto dal primo album in studio The Age of Consent.

## Copertina del disco
Il disegno per la copertina del singolo, di un uomo con la testa tra le mani, è stato disegnato per la band dall'artista di Glasgow Robert McAulay, che all'epoca era associato alla band.
Nel 2000 ci fu una riedizione del brano in versione remix.

## Successo commerciale
Il singolo arrivò a scalare non solo le classifiche europee ma anche quelle mondiali.

## Video musicale
Il videoclip è stato girato all'interno di un supermercato (dove troviamo i membri della band e altre persone divertirsi), sopra al quale si trova il Tribunale Celeste, in cui un Dio, una Giustizia e una Corte caricaturali giudicano e condannano i protagonisti per la loro condotta "immorale".

## Altri utilizzi
I Supermode hanno utilizzato un sample del brano nel singolo Tell Me Why del 2006.

## Tracce
7" singolo (Forbidden Fruit BITE 2 / London 882 014 7)
Lato A
1. Why? – 3:55 (testo: Larry Steinbachek, Steve Bronski – musica: Jimmy Somerville)

Lato B
1. Cadillac Car – 3:54 (testo: Larry Steinbachek, Steve Bronski – musica: Jimmy Somerville)

12" maxi (Forbidden Fruit BITE X2 / London 882 014 1)
Lato A
1. Why? (Extended Version) – 7:44

Lato B
1. Cadillac Car – 7:28

## Videoclip
1. Why?